# Schoenherria mandarina
Schoenherria mandarina är en skalbaggsart som beskrevs av Sharp 1876. Schoenherria mandarina ingår i släktet Schoenherria och familjen Melolonthidae. Inga underarter finns listade i Catalogue of Life.